# 일본철도건설공단
일본철도건설공단(일본어: 日本鉄道建設公団 니혼테츠도켄세츠코단[*])은 일본국유철도(국철) 등의 철도건설사업을 시행하던 국토교통성 소관의 특수법인이었다. 일본철도건설공단법에 근거해 1964년(쇼와 39년) 3월 23일에 발족했다가, 특수법인개혁에 의해 2003년(헤이세이 15년) 10월 1일 해산되었다. 그 업무는 독립행정법인 철도건설운수시설정비지원기구로 승계되었다. 공식 약칭은 철도공단(일본어: 鉄道公団 테츠도코단[*])이었지만 철건공단(일본어: 鉄建公団 텍켄코단[*])이라고도 통칭되었다.